# Port Pirie
Port Pirie – miasto w Australii, w stanie Australia Południowa, port nad Zatoką Spencera, w odległości ok. 220 km na północny zachód od Adelaide. W 2021 r. miasto zamieszkiwało 17 282 mieszkańców.
W mieście rozwinął się przemysł chemiczny, drzewny, odzieżowy oraz hutniczy.